# 1958-as labdarúgó-világbajnokság-selejtező (AFC–CAF)
Az 1958-as labdarúgó-világbajnokság selejtezőjének összevont AFC és CAF-zónájában összesen 6 nemzet versenyzett a világbajnoki helyért. A FIFA nem engedélyezte Dél-Korea és Etiópia indulását, Tajvan és Ciprus pedig még a selejtezők kezdete előtt visszalépett. Törökország nem volt hajlandó pályára lépni Izrael ellen és visszalépett.

## Lebonyolítás
- Első forduló: a 8 csapatot négy darab 2 tagú csoportba sorsolták, ahol oda-visszavágós rendszerben, hazai pályán és idegenben is megmérkőztek egymással. A négy csoportgyőztes bejutott a második fordulóba.
- Második forduló: a 4 továbbjutó csapatot egy csoportba osztották és oda-visszavágós rendszerben játszottak volna egymás ellen, ha nincsenek a sorozatos visszalépések. A két első helyezett bejutott a harmadik fordulóba.
- Harmadik forduló: a 2 továbbjutó csapatnak oda-visszavágós rendszerben, hazai pályán és idegenben kellett volna megmérkőznie egymással. A győztes CAF/AFC–UEFA interkontinentális pótselejtezőt játszott az UEFA-térségből érkező ellenféllel.

## Első forduló

### 1. csoport
| Hely. | Csapat            | M | Gy | D | V | G+ | G– | Gk | P | Továbbjutás                  |  | Indonézia | Kína | Kínai Köztársaság |
| ----- | ----------------- | - | -- | - | - | -- | -- | -- | - | ---------------------------- |  | --------- | ---- | ----------------- |
| 1.    | Indonézia         | 2 | 1  | 0 | 1 | 5  | 4  | +1 | 2 | Bejutott a második fordulóba |  | —         | 2–0  | –                 |
| 2.    | Kína              | 2 | 1  | 0 | 1 | 4  | 5  | −1 | 2 |                              |  | 4–3       | —    | –                 |
| 3.    | Kínai Köztársaság | 0 | 0  | 0 | 0 | 0  | 0  | 0  | 0 | Visszalépett                 |  | –         | –    | —                 |

| 1957. május 12. |

| Indonézia | 2–0         | Kína |
| --------- | ----------- | ---- |
|           | Jegyzőkönyv |      |

| Ikada Stadion, Jakarta Játékvezető: Cesare Jonni (olasz) |

| 1957. június 2. |

| Kína | 4–3         | Indonézia |
| ---- | ----------- | --------- |
|      | Jegyzőkönyv |           |

| Xiannongtan Stadion, Peking Játékvezető: Chakravarti (indiai) |

#### Rájátszás
| 1957. június 23. |

| Indonézia | 0–0 (h. u.) | Kína |
| --------- | ----------- | ---- |
|           | Jegyzőkönyv |      |

| Bogyoke Aung San Stadion, Jangon Játékvezető: U Ba Thaung (burmai) |

### 2. csoport
| Hely. | Csapat      | M | Gy | D | V | G+ | G– | Gk | P | Továbbjutás                                  |
| ----- | ----------- | - | -- | - | - | -- | -- | -- | - | -------------------------------------------- |
| 1.    | Izrael      | 0 | 0  | 0 | 0 | 0  | 0  | 0  | 0 | Bejutott a második fordulóba                 |
| 2.    | Törökország | 0 | 0  | 0 | 0 | 0  | 0  | 0  | 0 | Nem volt hajlandó Izrael ellen pályára lépni |

### 3. csoport
| Hely. | Csapat   | M | Gy | D | V | G+ | G– | Gk | P | Továbbjutás                  |
| ----- | -------- | - | -- | - | - | -- | -- | -- | - | ---------------------------- |
| 1.    | Egyiptom | 0 | 0  | 0 | 0 | 0  | 0  | 0  | 0 | Bejutott a második fordulóba |
| 2.    | Ciprus   | 0 | 0  | 0 | 0 | 0  | 0  | 0  | 0 | Visszalépett                 |

### 4. csoport
| Hely. | Csapat | M | Gy | D | V | G+ | G– | Gk | P | Továbbjutás                  |
| ----- | ------ | - | -- | - | - | -- | -- | -- | - | ---------------------------- |
| 1.    | Szudán | 2 | 1  | 1 | 0 | 2  | 1  | +1 | 3 | Bejutott a második fordulóba |
| 2.    | Szíria | 2 | 0  | 1 | 1 | 1  | 2  | −1 | 1 | Visszalépett                 |

| 1957. március 8. |

| Szudán | 1–0         | Szíria |
| ------ | ----------- | ------ |
|        | Jegyzőkönyv |        |

| Kartúm Stadion, Kartúm Játékvezető: Riccardo Pieri (olasz) |

| 1957. május 24. |

| Szíria | 1–1         | Szudán |
| ------ | ----------- | ------ |
|        | Jegyzőkönyv |        |

| Abbaszijjin Stadion, Damaszkusz Játékvezető: Konsztantinosz Joannidisz (görög) |

## Második forduló
| Hely. | Csapat    | M | Gy | D | V | G+ | G– | Gk | P | Továbbjutás                    |
| ----- | --------- | - | -- | - | - | -- | -- | -- | - | ------------------------------ |
| 1.    | Izrael    | 0 | 0  | 0 | 0 | 0  | 0  | 0  | 0 | Bejutott a harmadik fordulóba. |
| 2.    | Szudán    | 0 | 0  | 0 | 0 | 0  | 0  | 0  | 0 | Bejutott a harmadik fordulóba. |
| 3.    | Egyiptom  | 0 | 0  | 0 | 0 | 0  | 0  | 0  | 0 | Visszalépett                   |
| 4.    | Indonézia | 0 | 0  | 0 | 0 | 0  | 0  | 0  | 0 | Visszalépett                   |

## Harmadik forduló
| Hely. | Csapat | M | Gy | D | V | G+ | G– | Gk | P | Továbbjutás                                  |
| ----- | ------ | - | -- | - | - | -- | -- | -- | - | -------------------------------------------- |
| 1.    | Izrael | 0 | 0  | 0 | 0 | 0  | 0  | 0  | 0 | Interkontinentális pótselejtező              |
| 2.    | Szudán | 0 | 0  | 0 | 0 | 0  | 0  | 0  | 0 | Nem volt hajlandó Izrael ellen pályára lépni |

## AFC/CAF–UEFA Interkontinentális pótselejtező
| Hely. | Csapat | M | Gy | D | V | G+ | G– | Gk | P | Továbbjutás                          |  |     | Izrael |
| ----- | ------ | - | -- | - | - | -- | -- | -- | - | ------------------------------------ |  | --- | ------ |
| 1.    | Wales  | 2 | 2  | 0 | 0 | 4  | 0  | +4 | 4 | Kijutott az 1958-as világbajnokságra |  | —   | 2–0    |
| 2.    | Izrael | 2 | 0  | 0 | 2 | 0  | 4  | −4 | 0 |                                      |  | 0–2 | —      |